# Kongresni trg
Kongresni trg je eden izmed osrednjih trgov v Ljubljani. Na zahodni strani trg omejuje Slovenska cesta, na severni pa podaljšek Šubičeve ulice. Ob Kongresnem trgu se razprostira park Zvezda.
Kongresni trg in park sta skupaj z Vegovo ulico 28. julija 2021 vpisana v seznam Unescove nepremične svetovne kulturne dediščine v okviru vpisa Dela Jožeta Plečnika v Ljubljani – urbano oblikovanje po meri človeka.

## Arhitektura
Vse strani trga obrobljajo zgradbe. Vzhodna in zahodna stran sta strnjena niza. Na trg se iztekajo Wolfova, Vegova  in Gosposka ulica, Gerberjevo stopnišče in Gledališka Stolba. Pomembnejše stavbe na trgu so Kazina, Slovenska filharmonija, stavba Slovenske matice, Cerkev sv. Trojice ali Uršulinska cerkev s samostanom, v katerem sta še Gimnazija Jožeta Plečnika in Šolski muzej, ter na jugu Kranjski deželni dvorec. Ta je sedež Univerze v Ljubljani v neorenesančni stavbi dunajskega arhitekta Josipa Hudetza.
V parku Zvezda je ob podhodu replika sohe Emonca, del antičnega nagrobnika, ki so ga našli leta 1836 pri kopanju temeljev za Kazino. Nasproti palače je spomenik ženskam, ki so protestirale proti italijanskemu ravnanju z ujetniki in taboriščniki med drugo svetovno vojno, delo Boža Pengova (načrt J. Plečnika) ter na drugi strani parka rekonstruiran glasbeni paviljon. V parku je postavljen tudi spomenik Sidro, ki je bil po zaslugi slovenskega kapitana Branka Velkaverha na to mesto postavljen leta 1954 kot obeležje priključitvi Primorske k matični domovini z Londonskim sporazumom. Na tabli je datum sprejetja sporazuma. Izmišljen je podatek o letnici 510. Pred tem je na istem mestu manj kot leto dni (1940-41) stal bronast konjeniški spomenik jugoslovanskemu kralju Aleksandru I. Karađorđeviću. Konjenik je bil delo kiparja Lojzeta Dolinarja. Spomenik so Italijani leta 1941 odstranili po zasedbi Ljubljane med drugo svetovno vojno. Obstaja mit, da naj bi bilo razstavljeno sidro z italijanske čezoceanke Rex, ki so jo ob koncu vojne potopili ob slovenski obali, vendar to ne drži. V Mestnem muzeju pa je poprsje maršala Radetzkega, ki je krasilo trg v obdobju Avstro-ogrske.
Ob preureditvi trga je Plečnik pred Uršulinsko cerkev dal dograditi stopnišče in postavil steber sv. Trojice - kužno znamenje, ki je prej stalo na Ajdovščini. Steber je delo baročnega kiparja Luke Misleja, figure pa so verjetno zgodnje delo Francesca Robbe.
Na jugozahodni strani Kongresnega trga, pod in ob Slovenski cesti so odkrili severna emonska vrata in jih preuredili v (sedaj opuščeno) galerijo Emonska vrata. Južni rob trga kaže približen potek rimskega obzidja, potek srednjeveškega obzidja pa označuje fasada nekdanjega Deželnega dvorca, današnjega sedeža Univerze v Ljubljani.

## Zgodovina
Sam trg je bil delno odprt prostor ob nekdanjem jarku ob severni strani obzidja že v času baroka. Kapucini so imeli na zahodni strani samostana vrtove in več linij dreves. Za potrebe kongresa Svete alianse, ki je potekal v Ljubljani, so jarek zasuli, obstoječi Kapucinski trg razširili in preuredili na prostoru podrtega kapucinskega samostana; posledično so po kongresu tudi preimenovali trg v Kongresni trg. Parkovne površine so uredili leta 1824 po naročilu župana J. N. Hradeckega, ko so zasadili drevorede. Večini časa je bil park zasajen s kostanji. Sedanjo ureditev s platanami je predlagal Jože Plečnik pred drugo svetovno vojno. Po njegovih načrtih so tlakovali prostor trga, ki je bil kasneje preurejen v parkirišče.
Večji del prostora danes zavzema Park Zvezda. Na južnem delu trga, med Uršulinsko cerkvijo, parkom Zvezda, Filharmonijo in palačo Univerze v Ljubljani ter nizom hiš roba trga, je bilo večje javno parkirišče, ki so ga leta 2011 preuredili v površino za pešce. Parkirna mesta je nadomestila garažna hiša, zgrajena pod trgom; slednja lahko v petih podzemnih etažah sprejme 720 avtomobilov (od tega 34 za voznike invalide). Med prenovo trga so gradbinci odstranili nekaj prvotnih Plečnikovih platan ter drugim odrezali koreninski sistem ter veje; v času gradnje pa so zaradi gradbenih del pričele pokati tudi bližnje stare zgradbe.
Prenovljeni trg je bil uradno odprt 3. julija 2011 z izvedbo Mahlerjeve Simfonije tisočev, združena orkestra SF iz Ljubljane in Zagreba ter pevske zbore je vodil dirigent Valerij Gergijev, sodelovalo je več kot 1.100 slovenskih, hrvaških in ruskih glasbenikov.
Slabe tri mesece po odprtju prenovljenega trga so se na ploščadi pričele pojavljati razpoke; slednje so posledice spremembe tehnologije tlakovanja in morebitnega prehitrega sušenja betona. Park je vedno bolj ogrožen z betoniranimi in plastificiranimi površinami za pešce in gostinske vrtove.
Zadnje večje preureditve so bile na severni strani, kjer so leta 2013 dodali manjši trg (t. i. Južni trg) s spomenikom žrtvam vseh vojn. Ohranili so nekaj starejših dreves in dodali dve betonski steni ter napis.

### Poimenovanje
- Kapucinski trg (1606–1821)[10]; Prvi samostan je bil ustanovljen leta 1606 in je stal na sedanjem Kongresnem trgu. Ukinjen je bil leta 1809.
- Kongresni trg (1821–1945)[10]
- Trg revolucije (1945–1974)[10]
- Trg osvoboditve (1974–1991)[10]
- Kongresni trg (1991–)[10]

## Park Zvezda
Park Zvezda je bil zadnjič urejen leta 2011, ob gradnji stopnišč do garaž. Na tem prostoru je do polovice 19. stoletja stal kapucinski samostan z vrtovi. Ime je park dobil zaradi simetrične, zvezdaste razporeditve poti, ki tečejo čez celoten park. To je bil prvi javni mestni park. Zvezdasta zasnova je bila tedaj v Evropi zelo pogosta oblika parkov, uveljavili pa so jo Francozi. Najprej so park zasadili z jagnedi, ki pa nimajo dolge življenjske dobe. Kasneje so zasadili divje kostanje. Med vojnama je Plečnik tlakoval Kongresni trg, park obdal z betonskimi stebrički, kostanje v parku pa so zasadili platane, ki stojijo še danes. V parku stoji vodnjak (arhitekt B. Kobe), na mestu, kot je stal v času kapucinskega samostana. Peščene poti, izdelane po prenovi, so povzete po osnovni, parkovni funkciji tega prostora.

## Galerija
- Spomenik Sidro kot spomin na priključitev Primorske k matični domovini.
- Kazina
- Univerza v Ljubljani (Deželni dvorec)
- Glasbeni paviljon
- Pogled na Uršulinsko cerkev s Kongresnega trga
- Odprtje obnovljenega Kongresnega trga v Ljubljani z 8. Mahlerjevo simfonijo
- Kongresni trg po prenovi leta 2011
- Kongresni trg zvečer
- Park Zvezda
- Kongresni trg, pogled proti Uršulinski cerkvi